# Лукас Пакета
Лукас Пакета (порт. Lucas Paquetá, нар. 27 серпня 1997, Ріо-де-Жанейро) — бразильський футболіст, центральний півзахисник клубу «Вест Гем Юнайтед» і збірної Бразилії.

## Клубна кар'єра
Народився 27 серпня 1997 року в місті Ріо-де-Жанейро. Вихованець футбольної школи клубу «Фламенгу». Дорослу футбольну кар'єру розпочав 2016 року в основній команді того ж клубу, кольори якого захищав протягом трьох років, попри молодий вік ставши основним гравцем півзахисту.
Привернув увагу провідних європейських клубів, включаючи французький «Парі Сен-Жермен». Утім найкращою була пропозиція італійського «Мілана», до якого бразилець приєднався за 35 мільйонів євро на початку 2019 року. За півтора сезони, проведені у складі «россонері» взяв участь у 44 іграх усіх турнірів, забивши один гол.
30 вересня 2020 року про підписання п'ятирічного контракту з Пакетою оголосив французький «Ліон», якому трансфер обійшовся у 20 мільйонів євро.
З серпня 2022-го гравець «Вест Гему». За рік, через справу щодо ймовірних порушень зі ставками, від його купівлі відмовився «Манчестер Сіті».

## Виступи за збірну
Протягом 2016–2017 років залучався до складу молодіжної збірної Бразилії. На молодіжному рівні зіграв у восьми офіційних матчах.
2018 року дебютував в офіційних матчах у складі національної збірної Бразилії.
| Дата       | Місто          | Господарі      | Результат          | Гості          | Турнір                            | Голи | Примітки |
| ---------- | -------------- | -------------- | ------------------ | -------------- | --------------------------------- | ---- | -------- |
| 7-9-2018   | Іст-Ратерфорд  | США            | 0 – 2              | Бразилія       | товариський матч                  | -    | 71'      |
| 12-9-2018  | Лендовер       | Бразилія       | 5 – 0              | Сальвадор      | товариський матч                  | -    | 54'      |
| 23-3-2019  | Порту          | Бразилія       | 1 – 1              | Панама         | товариський матч                  | 1    | 60'      |
| 26-3-2019  | Прага          | Чехія          | 1 – 3              | Бразилія       | товариський матч                  | -    | 46'      |
| 6-6-2019   | Бразиліа       | Бразилія       | 2 – 0              | Катар          | товариський матч                  | -    | 68'      |
| 27-6-2019  | Порту-Алегрі   | Бразилія       | 0 – 0 (4 – 3 п.п.) | Парагвай       | Копа Америка 2019 - чвертьфінал   | -    | 85'      |
| 7-9-2019   | Маямі          | Бразилія       | 2 – 2              | Колумбія       | товариський матч                  | -    | 83'      |
| 11-9-2019  | Лос-Анджелес   | Бразилія       | 0 – 1              | Перу           | товариський матч                  | -    | 64'      |
| 13-10-2019 | Сінгапур       | Бразилія       | 1 – 1              | Нігерія        | товариський матч                  | -    | 88'      |
| 15-11-2019 | Ер-Ріяд        | Бразилія       | 0 – 1              | Аргентина      | товариський матч                  | -    | 46'      |
| 19-11-2019 | Абу-Дабі       | Бразилія       | 3 – 0              | Південна Корея | товариський матч                  | 1    | 84'      |
| 13-11-2020 | Сан-Паулу      | Бразилія       | 1 – 0              | Венесуела      | Відбір до ЧС 2022                 | -    | 46'      |
| 17-11-2020 | Монтевідео     | Уругвай        | 0 – 2              | Бразилія       | Відбір до ЧС 2022                 | -    | 90+2'    |
| 4-6-2021   | Порту-Алегрі   | Бразилія       | 2 – 0              | Еквадор        | Відбір до ЧС 2022                 | -    |          |
| 8-6-2021   | Асунсьйон      | Парагвай       | 0 – 2              | Бразилія       | Відбір до ЧС 2022                 | 1    | 46'      |
| 13-6-2021  | Бразиліа       | Бразилія       | 3 – 0              | Венесуела      | Копа Америка 2021 - груповий етап | -    | 46'      |
| 23-6-2021  | Ріо-де-Жанейро | Бразилія       | 2 – 1              | Колумбія       | Копа Америка 2021 - груповий етап | -    | 68'      |
| 27-6-2021  | Гоянія         | Бразилія       | 1 – 1              | Еквадор        | Копа Америка 2021 - груповий етап | -    | 78'      |
| 2-7-2021   | Ріо-де-Жанейро | Бразилія       | 1 – 0              | Чилі           | Копа Америка 2021 - чвертьфінал   | 1    | 46'      |
| 5-7-2021   | Ріо-де-Жанейро | Бразилія       | 1 – 0              | Перу           | Копа Америка 2021 - півфінал      | 1    | 90+2'    |
| 10-7-2021  | Ріо-де-Жанейро | Аргентина      | 1 – 0              | Бразилія       | Копа Америка 2021 - фінал         | -    | 72' 76'  |
| 2-9-2021   | Сантьяго       | Чилі           | 0 – 1              | Бразилія       | Відбір до ЧС 2022                 | -    |          |
| 9-9-2021   | Ресіфі         | Бразилія       | 2 – 0              | Перу           | Відбір до ЧС 2022                 | -    | 57'      |
| 7-10-2021  | Каракас        | Венесуела      | 1 – 3              | Бразилія       | Відбір до ЧС 2022                 | -    | 56'      |
| 10-10-2021 | Барранкілья    | Колумбія       | 0 – 0              | Бразилія       | Відбір до ЧС 2022                 | -    |          |
| 14-10-2021 | Манаус         | Бразилія       | 4 – 1              | Уругвай        | Відбір до ЧС 2022                 | -    | 61'      |
| 11-11-2021 | Сан-Паулу      | Бразилія       | 1 – 0              | Колумбія       | Відбір до ЧС 2022                 | 1    | 82'      |
| 16-11-2021 | Сан-Хуан       | Аргентина      | 0 – 0              | Бразилія       | Відбір до ЧС 2022                 | -    | 33' 46'  |
| 1-2-2022   | Белу-Оризонті  | Бразилія       | 4 – 0              | Парагвай       | Відбір до ЧС 2022                 | -    | 82'      |
| 24-3-2022  | Ріо-де-Жанейро | Бразилія       | 4 – 0              | Чилі           | Відбір до ЧС 2022                 | -    | 21' 63'  |
| 29-3-2022  | Ла-Пас         | Болівія        | 0 – 4              | Бразилія       | Відбір до ЧС 2022                 | 1    | 80'      |
| 2-6-2022   | Сеул           | Південна Корея | 1 – 5              | Бразилія       | товариський матч                  | -    | 81'      |
| 6-6-2022   | Токіо          | Японія         | 0 – 1              | Бразилія       | товариський матч                  | -    | 75'      |
| Усього     |                | Матчів         | 33                 |                | Голів                             | 7    |          |

## Титули і досягнення
- Переможець Ліги конференцій УЄФА (1):

«Вест Гем Юнайтед»: 2022–23
- Переможець Кубка Америки: 2019
- Срібний призер Кубка Америки: 2021